# Olympische Sommerspiele 2000/Teilnehmer (Kasachstan)
| Gelbes Symbol für Goldmedaillen mit stilisierten Olympischen Ringen | Graues Symbol für Silbermedaillen mit stilisierten Olympischen Ringen | Braundes Symbol für Bronzemedaillen mit stilisierten Olympischen Ringen |
| ------------------------------------------------------------------- | --------------------------------------------------------------------- | ----------------------------------------------------------------------- |
| 3                                                                   | 4                                                                     | —                                                                       |

Kasachstan nahm an den Olympischen Sommerspielen 2000 in Sydney mit einer Delegation von 130 Athleten (86 Männer und 44 Frauen) an 104 Wettkämpfen in siebzehn Sportarten teil. Fahnenträger bei der Eröffnungsfeier war der Boxer Jermachan Ybrajymow.

## Teilnehmer nach Sportarten

### Bogenschießen
| Männer - Alexander Li Einzel: 54. Platz Mannschaft: 7. Platz - Wadim Schikarew Einzel: 10. Platz Mannschaft: 7. Platz - Stanislaw Sabrodski Einzel: 12. Platz Mannschaft: 7. Platz | Frauen - Yelena Plotnikova Einzel: 47. Platz |

### Boxen
Männer
- Muchtarchan Dildäbekow
Superschwergewicht: Silber
- Jermachan Ybrajymow
Halbmittelgewicht: Gold
- Nurschan Karimschanow
Leichtgewicht: Viertelfinale
- Daniyar Munaytbasov
Weltergewicht: Viertelfinale
- Olzhas Orazaliyev
Halbschwergewicht: Viertelfinale
- Beksat Sattarchanow
Federgewicht: Gold
- Bolat Schumadilow
Fliegengewicht: Silber

### Fechten
| Männer - Andrej Kolganow Florett, Einzel: 40. Platz - Sergei Schabalin Degen, Einzel: 40. Platz - Igor Tsel Säbel, Einzel: 35. Platz | Frauen - Natalija Gontscharowa Florett, Einzel: 38. Platz - Nelja Sewastjanowa Degen, Einzel: 38. Platz |

### Gewichtheben
| Männer - Sergei Filimonow Mittelgewicht: 4. Platz - Anatoli Michailowitsch Chrapaty Schwergewicht: DNF - Dmitri Lomakin Federgewicht: 13. Platz - Andrei Makarow Mittelschwergewicht: 13. Platz - Slavik Nyu Mittelschwergewicht: 12. Platz | Frauen - Tatjana Chromowa Schwergewicht: DNF |

### Judo
| Männer - Iwan Baglajew Halbleichtgewicht: 9. Platz - Wjatscheslaw Berduta Schwergewicht: 13. Platz - Bazarbek Donbay Superleichtgewicht: 5. Platz - Ruslan Seilchanow Halbleichtgewicht: 9. Platz - Aschat Schacharow Leichtgewicht: Viertelfinale - Sergei Schakimow Mittelgewicht: 1. Runde - Asqat Schitkejew Halbschwergewicht: 1. Runde | Frauen - Gulnara Kuscherbajewa Schwergewicht: 1. Runde |

### Kanu
Männer
- Sergei Sergin
Kajak-Einer, 500 Meter: Vorrunde
Kajak-Einer, 1000 Meter: Hoffnungslauf
- Kaissar Nurmaganbetow
Canadier-Einer, 500 Meter: Hoffnungslauf
Canadier-Einer, 1000 Meter: Hoffnungslauf
- Konstantin Negodjajew & Schomart Satubaldin
Canadier-Zweier, 500 Meter: 7. Platz
Canadier-Zweier, 1000 Meter: Hoffnungslauf

### Leichtathletik
| Männer - Sergei Arsamassow Dreisprung: 15. Platz in der Qualifikation - Waleri Borisow 20 Kilometer Gehen: 38. Platz 50 Kilometer Gehen: 25. Platz - Gennadi Tschernowol 200 Meter: Vorläufe - Sergei Korepanow 50 Kilometer Gehen: 15. Platz - Witalij Medwedew 100 Meter: Vorläufe - Juri Pachljajew Hochsprung: 19. Platz in der Qualifikation - Igor Potapowitsch Stabhochsprung: kein gültiger Versuch in der Qualifikation - Sergei Rubzow Kugelstoßen: 37. Platz in der Qualifikation - Oleg Sarkirkin Dreisprung: 28. Platz in der Qualifikation | Frauen - Swetlana Bodrizkaja 400 Meter: Vorläufe - Swetlana Kasanina Siebenkampf: 16. Platz - Jelena Koschtschejewa Weitsprung: 13. Platz in der Qualifikation - Wiktorija Kowyrewa 100 Meter: Vorläufe - Garifa Kuku Marathon: DNF - Jelena Kusnezowa 20 Kilometer Gehen: 40. Platz - Irina Naumenko Siebenkampf: 21. Platz - Jelena Parfjonowa Dreisprung: 21. Platz in der Qualifikation - Jelena Perschina Weitsprung: 28. Platz in der Qualifikation - Olga Schischigina 100 Meter Hürden: Gold - Maja Sassonowa 20 Kilometer Gehen: DNF - Anna Tarassowa Weitsprung: kein gültiger Versuch in der Qualifikation Dreisprung: 27. Platz in der Qualifikation - Swetlana Tolstaja 20 Kilometer Gehen: 21. Platz - Natalja Torschina 400 Meter Hürden: Halbfinale - Iolanta Uljewa Kugelstoßen: 21. Platz in der Qualifikation - Swetlana Salewskaja Hochsprung: 6. Platz |

### Radsport
Männer
- Andrei Kiwiljow
Straßenrennen: 72. Platz
- Wadim Krawtschenko
4000 Meter Einerverfolgung: 17. Platz
- Sergei Lawrenenko
Punktefahren: 20. Platz
- Alexander Schefer
Straßenrennen: 52. Platz
- Andrei Teterjuk
Straßenrennen: 45. Platz
Einzelzeitfahren: 6. Platz
- Alexander Winokurow
Straßenrennen: Silber 
Einzelzeitfahren: 27. Platz
- Sergei Jakowlew
Straßenrennen: 56. Platz

### Ringen
Männer
- Rakimschan Asembekow
Bantamgewicht, griechisch-römisch: 9. Platz
- Islam Bairamukow
Schwergewicht, Freistil: Silber
- Baqtijar Baissejitow
Mittelgewicht, griechisch-römisch: 10. Platz
- Abil Ibrahimow
Federgewicht, Freistil: 18. Platz
- Magomed Kuruglijew
Halbschwergewicht, Freistil: 10. Platz
- Gennadi Lalijew
Mittelgewicht, Freistil: 4. Platz
- Maulen Mamyrov
Bantamgewicht, Freistil: 6. Platz
- Mchitar Manukjan
Leichtgewicht, griechisch-römisch: 7. Platz
- Sergei Matwijenko
Schwergewicht, griechisch-römisch: 6. Platz
- Juri Melnitschenko
Federgewicht, griechisch-römisch: 19. Platz
- Ruslan Welijew
Weltergewicht, Freistil: 19. Platz

### Rudern
Männer
- Wladimir Belonogow
Einer: 16. Platz

### Schießen
| Männer - Wladimir Guschtscha Luftpistole: 23. Platz Freie Pistole: 8. Platz - Wladimir Wochmjanin Schnellfeuerpistole: 12. Platz - Sergei Jakschin Skeet: 7. Platz | Frauen - Dina Aspandijarowa Luftpistole: 6. Platz Sportpistole: 28. Platz - Julija Bondarewa Luftpistole: 9. Platz Sportpistole: 11. Platz - Olga Dowgun Luftgewehr: 20. Platz Kleinkaliber, Dreistellungskampf: 7. Platz |

### Schwimmen
| Männer - Sergei Borisenko 50 Meter Freistil: 40. Platz 4 × 100 Meter Freistil: 21. Platz - Andrei Gawrilow 100 Meter Schmetterling: 49. Platz - Andrei Kwasow 200 Meter Freistil: 48. Platz 4 × 100 Meter Freistil: 21. Platz - Grigori Matuskow 200 Meter Lagen: 29. Platz 400 Meter Lagen: 39. Platz - Alexander Sawitski 100 Meter Brust: 54. Platz - Pawel Sidorow 4 × 100 Meter Freistil: 21. Platz 100 Meter Rücken: 52. Platz - Igor Sitnikow 100 Meter Freistil: 53. Platz 4 × 100 Meter Freistil: 21. Platz | Frauen - Marina Muljajewa 200 Meter Lagen: 28. Platz |

### Synchronschwimmen
Frauen
- Älija Kärimowa & Galina Schatnaja
Duett: 22. Platz

### Triathlon
Männer
- Dmitri Gaag
4. Platz
- Michail Kusnetsow
47. Platz

### Turnen
| Männer - Sergei Fedortschenko Einzelmehrkampf: 81. Platz in der Qualifikation Pferd: 5. Platz Reck: 10. Platz in der Qualifikation Seitpferd:23. Platz in der Qualifikation | Frauen - Irina Jewdokimowa Einzelmehrkampf: 47. Platz in der Qualifikation Boden: 47. Platz in der Qualifikation Pferd: 51. Platz in der Qualifikation Stufenbarren: 67. Platz in der Qualifikation Schwebebalken: 62. Platz in der Qualifikation |

### Wasserball
| Männer - 9. Platz - Kader Roman Chentsow Konstantin Chernow Sergei Drosdow Alexander Elke Askar Orasalinow Jewgeni Prochin Artemi Sewostjanow Alexander Schwedow Juri Smolowoj Igor Zagorujko Iwan Saizew Jewgeni Schiljajew Denis Schiwtschikow | Frauen - 6. Platz - Kader Reseda Alejewa Anastasija Boroda Irina Borodawko Swetlana Burawowa Asel Dschakajewa Natalija Galkina Jekaterina Gersanich Tatjana Gubina Natalija Ignatjewa Swetlana Koroljowa Olga Leschtschuk Larisa Olchina Julija Pirisewa |

### Wasserspringen
| Männer - Damir Achmetbekow Turmspringen: 41. Platz - Alexei Gurman Turmspringen: 31. Platz - Alisher Seitow Kunstspringen: 42. Platz | Frauen - Natalja Tschikina Turmspringen: 9. Platz - Natalija Popowa Kunstspringen: 28. Platz - Irina Wygusowa Kunstspringen: 9. Platz Turmspringen: 15. Platz |